# オリー・ジョンストン
オリー・ジョンストン（Oliver Martin "Ollie" Johnston, Jr.、1912年10月31日 - 2008年4月14日）は、アメリカ合衆国カリフォルニア州パロアルト出身のアニメーター。かつてウォルト・ディズニー・プロダクション所属していた。ナイン・オールドメンのメンバー。

## 経歴
1935年にウォルト・ディズニー・プロダクションへ入社し、フレッド・ムーアに師事した。ナイン・オールドメンの中でも、感情表現が豊かなキャラクターの演技を頂点まで極めたと謂われたアニメーターで、「バンビ」の中でバンビ、とんすけなど、動物の感情を見事に表現している。
2004年にフランク・トーマスが死去した後はナイン・オールドメンのメンバーの中で唯一の健在者だったが、2008年4月14日にワシントン州のスクイムにある介護施設で95歳で死去した。このことをディズニー側は翌日の15日に発表した。

## アニメーターとしての技術力
アニメーターは、キャラクターの感情表現を極めていくとアニメーター本人に似てしまうことは多々あることだが、『ピーター・パン』の中で描いたミスター・スミーは、彼自身だといわれる程良く似ているらしい。

## 代表作

### テレビ
| アメリカ放送期間 日本放送期間 | アメリカ放送期間 日本放送期間 | 邦題 原題                   | 担当     | 備考                                         |
| ----------------------------- | ----------------------------- | --------------------------- | -------- | -------------------------------------------- |
| 1954年10月27日 1958年8月29日  | 1958年9月3日 1972年4月30日    | ディズニーランド Disneyland | 作画監督 | 日本未発売DVD「YOUR HOST WALT DISNEY」に収録 |

### 映画
| アメリカ公開年 日本公開年    | 邦題 原題                                                        | 担当     | キャラクター                                     | 備考                                                                                 |
| ---------------------------- | ---------------------------------------------------------------- | -------- | ------------------------------------------------ | ------------------------------------------------------------------------------------ |
| 1934年12月15日               | ミッキーの二挺拳銃 Two-Gun Mickey                                | 動画     | なし                                             | DVD「ミッキーマウス／B&Wエピソード Vol.1 限定保存版」に収録                          |
| 1935年7月16日                | ミッキーの害虫退治 Mickey's Garden                               | 原画     | なし                                             | DVD「ミッキーマウス／カラー・エピソード Vol.1 限定保存版」に収録                     |
| 1936年6月20日                | ミッキーのライバル大騒動 Mickey's Rival                          | 原画     | なし                                             | 日本未発売DVD「CLASSIC CARTOON FAVORITES Volume 10 BEST PALS Mickey & Minnie」に収録 |
| 1936年12月19日               | いたずら子猫 More Kittens                                        | 原画     | なし                                             |                                                                                      |
| 1937年5月15日                | 小さなハイアワサ Little Hiawatha                                 | 原画     | なし                                             | 日本未発売DVD「Timeless Tales Volume Three」に収録                                   |
| 1937年12月21日 1950年9月26日 | 白雪姫 Snow White and the Seven Dwarfs                           | 原画     | なし                                             |                                                                                      |
| 1938年9月23日 1988年7月23日  | ミッキーの巨人退治 Brave Little Tailor                           | 原画     | なし                                             | 日本未発売DVD「It's A Small World of FUN! VOLUME 2」に収録                           |
| 1939年2月24日                | 働き子ぶた The Practical Pig                                     | 原画     | なし                                             |                                                                                      |
| 1939年7月21日                | ミッキーの猟は楽し The Pointer                                   | 原画     | なし                                             | DVD「ミッキーマウス／カラー・エピソード Vol.2 限定保存版」に収録                     |
| 1940年2月7日 1955年5月17日   | ピノキオ Pinocchio                                               | 原画     | ピノキオ（人形）                                 |                                                                                      |
| 1940年11月13日 1955年9月23日 | ファンタジア Fantasia                                            | 作画監督 | キューピッド                                     | 「田園」担当                                                                         |
| 1942年8月13日 1951年5月18日  | バンビ Bambi                                                     | 作画監督 |                                                  |                                                                                      |
| 1942年9月4日                 | グーフィーの野球教室 How to Play Baseball                        | 作画監督 | グーフィー                                       | 日本未発売DVD「CLASSIC CARTOON FAVORITES Extreme SPORTS Fun」に収録                  |
| 1943年7月17日                | 空軍力の勝利 Victory Through Air Power                           | 作画監督 | なし                                             | 日本未発売DVD「WALT DISNEY ON THE FRONT LINES」に収録                                |
| 1943年8月27日                | 動機と感情 Reason and Emotion                                    | 作画監督 | なし                                             |                                                                                      |
| 1943年12月17日               | きつねとヒヨコ Chicken Little                                    | 作画監督 | なし                                             |                                                                                      |
| 1944年1月7日                 | ペリカンとしぎ The Pelican and the Snipe                         | 作画監督 | なし                                             |                                                                                      |
| 1945年2月3日 1959年3月10日   | 三人の騎士 The Three Caballeros                                  | 作画監督 | ドナルド・ダック                                 |                                                                                      |
| 1946年4月20日                | メイク・マイン・ミュージック Make Mine Music                     | 作画監督 |                                                  |                                                                                      |
| 1946年11月2日 1951年10月19日 | 南部の唄 Song of the South                                       | 作画監督 |                                                  | VHSおよびLDが発売されていたが、現在はともに廃盤                                      |
| 1947年9月27日 1954年8月9日   | ファン・アンド・ファンシーフリー Fun And Fancy Free              | 作画監督 |                                                  |                                                                                      |
| 1948年5月27日                | メロディ・タイム Melody time                                     | 作画監督 | ジョニーの守護天使                               | 日本未発売DVD「MELODY TIME」に収録                                                   |
| 1949年10月5日                | イカボードとトード氏 The Adventures of Ichabod and Mr. Toad      | 作画監督 |                                                  | 日本未発売DVD「The Madcap Adventures of Mr. Toad」に収録                             |
| 1950年2月15日 1952年3月7日   | シンデレラ Cinderella                                            | 作画監督 | ドリゼラ アナスタシア                            |                                                                                      |
| 1951年7月28日 1953年8月19日  | ふしぎの国のアリス Alice in Wonderland                           | 作画監督 | ハートの王                                       |                                                                                      |
| 1952年6月6日                 | 青い自動車 Susie, the Little Blue Coupe                          | 作画監督 |                                                  |                                                                                      |
| 1953年2月5日 1955年3月22日   | ピーター・パン Peter Pan                                         | 作画監督 | ミスター・スミー                                 |                                                                                      |
| 1953年11月10日               | フランクリン物語 Ben and Me                                      | 作画監督 | なし                                             |                                                                                      |
| 1955年6月16日 1956年8月8日   | わんわん物語 Lady and the Tramp                                  | 作画監督 | ジョック トラスティ                              |                                                                                      |
| 1959年1月29日 1960年7月23日  | 眠れる森の美女 Sleeping Beauty                                   | 作画監督 | フローラ フォーナ メリーウェザー                 |                                                                                      |
| 1961年1月25日 1962年7月27日  | 101匹わんちゃん One Hundred and One Dalmatians                   | 作画監督 | ポンゴ ナニー                                    |                                                                                      |
| 1963年12月25日 1964年7月18日 | 王様の剣 The Sword in the Stone                                  | 作画監督 | アルキメデス                                     |                                                                                      |
| 1964年8月29日 1965年12月18日 | メリー・ポピンズ Mary Poppins                                    | 作画監督 |                                                  |                                                                                      |
| 1967年10月18日 1968年8月24日 | ジャングル・ブック The Jungle Book                               | 作画監督 | モーグリ 少女 バルー バギーラ                    |                                                                                      |
| 1970年12月11日 1972年3月11日 | おしゃれキャット The Aristocats                                  | 作画監督 | ボンファミーユ婦人 アビゲイル アミリア ワルドー  |                                                                                      |
| 1973年11月8日 1975年7月19日  | ロビン・フッド Robin Hood                                        | 作画監督 | マリアン プリンス・ジョン サー・ヒス             |                                                                                      |
| 1977年3月25日 1977年7月2日   | くまのプーさん 完全保存版 The Many Adventures of Winnie the Pooh | 作画監督 | ラビット                                         |                                                                                      |
| 1977年6月22日 1981年12月19日 | ビアンカの大冒険 The Rescuers                                    | 作画監督 | バーナード 会長 ルーファス オービル アルバトロス |                                                                                      |
| 1981年7月10日 1983年3月12日  | きつねと猟犬 The Fox and the Hound                               | 作画監督 |                                                  |                                                                                      |

## 受賞歴
- 1989年 - ディズニー・レジェンド